# Hyaloscypha epiporia
Hyaloscypha epiporia är en svampart som beskrevs av Huhtinen 1990. Hyaloscypha epiporia ingår i släktet Hyaloscypha och familjen Hyaloscyphaceae.   Inga underarter finns listade i Catalogue of Life.